# Gas natural en Bolivia

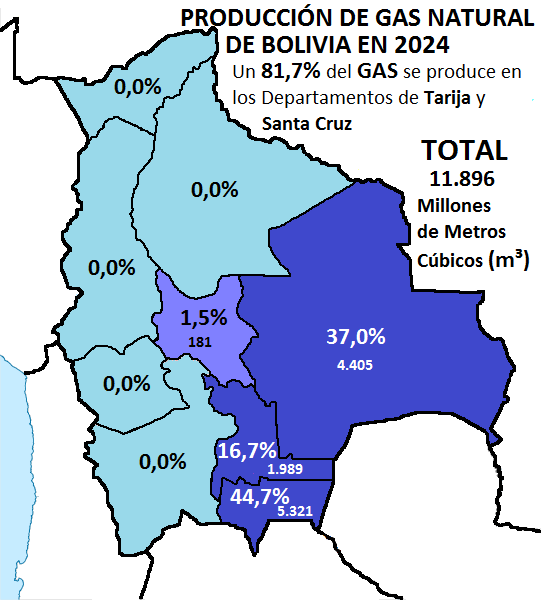
Bolivia es uno de los principales países productores de gas natural a nivel continental y los principales departamentos productores del país son los siguientes:
1.- Tarija con el 44,7%
2.- Santa Cruz con el 37,0%
3.- Chuquisaca con el 16,7%
4.- Cochabamba con el 1,5 %

Desde su nacionalización el año 2006, Yacimientos Petrolíferos Fiscales Bolivianos (YPFB) se ha convertido en la principal y única empresa estatal boliviana encargada de la exploración, explotación, transporte, distribución, comercialización y exportación de todo el petróleo y gas natural que existe en Bolivia, teniendo de esta manera el monopolio y dominio absoluto de toda la cadena productiva de dichos recursos naturales hidrocarburíferos.

El gas natural en Bolivia es una de las principales fuentes de energía que existe en el país ya que a nivel continental Bolivia es una antigua potencia gasífera de América Latina, que empezó a explotar el gas natural  desde la década de 1950 cuando el país comenzó a producir sus primeros metros cúbicos de gas en el año 1952. A lo largo del tiempo  Bolivia se ha convertido en un gran país productor de gas natural en la región, sin embargo la participación de dicho recurso natural en la economía boliviana ha sido históricamente muy baja  pues todos los hidrocarburos que produce el país (gas natural y petróleo) representan  apenas a un 3,68 % del producto interno bruto (PIB) total de Bolivia para el año 2022 según los datos oficiales del Instituto Nacional de Estadística de Bolivia (INE).
En cuanto a su posición a nivel continental, Bolivia se sitúa como el quinto país productor de gas natural de toda América Latina después de Argentina, Brasil, México y Venezuela, con una producción anual de alrededor de 15 400 millones de metros cúbicos durante el año 2022 siendo también  el primer país latinoamericano en producción gasífera per cápita con 1250 metros cúbicos por cada habitante. Con respecto al origen del gas, Bolivia extrae su gas natural de cuatro regiones, de las cuales el Departamento de Tarija es la principal región gasífera con un 45,3%, en segundo lugar se encuentra el Departamento de Santa Cruz con un 38,4 %, en tercer lugar el Departamento de Chuquisaca con el 14,8 % y finalmente el Departamento de Cochabamba con 1,5 %.
Las reservas probadas de gas natural de Bolivia se estiman en 10,7 (TCF) al 31 de diciembre de 2017. Los principales gasoductos de exportación de Bolivia transportan el gas a Argentina y Brasil.
En 1994 se privatizó la explotación del gas natural y, posteriormente en 2006, el entonces presidente Evo Morales nacionalizó el sector como respuesta a las protestas populares durante el conflicto del gas de 2005.

## Historia
La historia de los recursos hidrocarburíferos en Bolivia comienza en la década de 1920 cuando el país comienza a producir sus primeros barriles de petróleo en ese momento aun no se producía gas. La explotación del gas natural en Bolivia comenzó en década de 1950 cuando algunos campos petrolíferos empezaron a producir los primeros metros cúbicos de gas natural en volúmenes poco significativos.

### Década de 1950

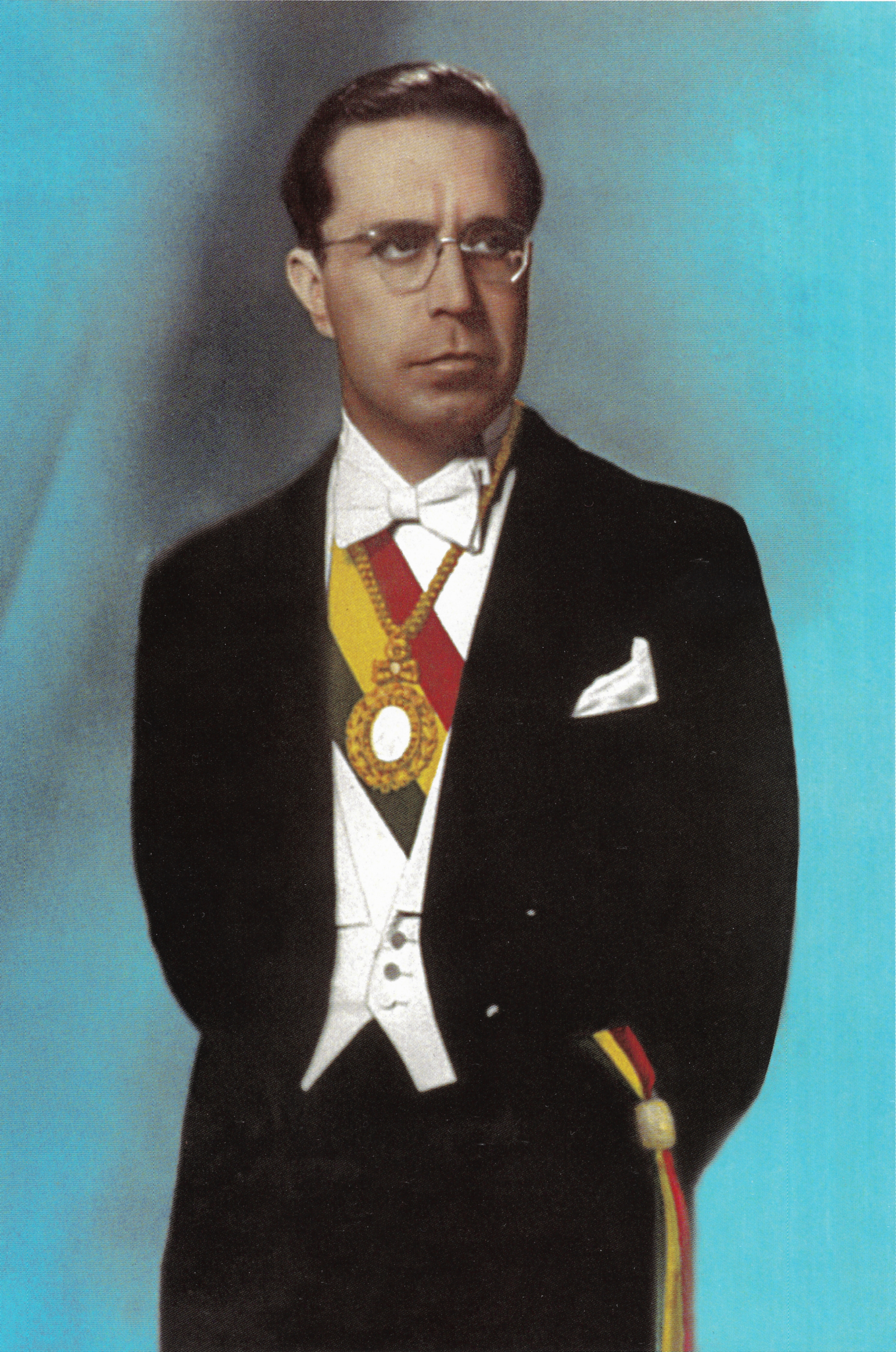
Víctor Paz Estenssoro (1907-2001), presidente constitucional de Bolivia desde 1952 hasta 1956. Durante su primer mandato, Paz Estenssoro contrató al bufet de abogados estadounidenses que en 1955 elaboraron el liberal "Código Davenport" que permitió la llegada al país de la empresa privada petrolera "Bolivian Gulf Oil Company" la cual desarrolló los primeros campos gasíferos de Bolivia que posteriormente se exportaría a Argentina.

El entonces presidente Víctor Paz Estenssoro decidió durante su primer gobierno constitucional (1952-1956) contratar a un bufete de abogados estadounidenses de nombre "Davenport & Schuster" para que sean estos los que elaboren un nuevo Código de Petróleo con el objetivo de reemplazar a la antigua Ley del Petróleo de 1921 que ya tenía más de 35 años de vigencia.

#### Elaboración del Código de Petróleo"Davenport"de 1955
Los abogados estadounidenses comenzaron a elaborar un código liberal de amplia ventaja a la iniciativa privada pues se implementaba avanzadas normas jurídicas, económicas y técnicas como medidas de protección y seguridad al capital privado. Una vez terminada la norma fue bautizada como el "Código Davenport". En un principio, el presidente Paz Estenssoro decidió promulgar este código mediante un decreto supremo del 26 de octubre de 1955 y un año después el congreso boliviano decidió elevar el Código Davenport a rango de Ley el 29 de octubre de 1956 ya durante el gobierno del presidente Hernán Siles Suazo (1956-1960). Algunos sectores de la sociedad boliviana de la época criticaron duramente  la implementación de este nuevo código pues lo consideraban muy desventajoso para los intereses nacionales bolivianos y muy favorable a las empresas transnacionales.
Con la implementación del Código Davenport se presentaron en el país al menos  14 empresas petroleras privadas dispuestas a invertir en Bolivia para la exploración y explotación del petróleo boliviano, pero de todas ellas la que más tuvo éxito fue sin duda alguna la "Bolivian Gulf Oil Company" subsidiaria de la gran petrolera estadounidense "Gulf Oil Company".

### Década de 1960
Desde la década de 1920, Bolivia había sido solamente un pequeño productor de petróleo por más de 40 años. Si bien Bolivia había empezado a producir gas natural en mínimas cantidades ya desde el año 1954 no sería hasta 1960 cuando la producción gasífera boliviana empezaría a crecer de manera significativa.

#### Descubrimiento de los primeros campos gasíferos bolivianos (1960-1962)
Durante el segundo gobierno constitucional del presidente Víctor Paz Estenssoro (1960-1964), la empresa privada "Bolivian Gulf Oil Company" (BOGOC), que era una filial perteneciente a la gran empresa petrolera estadounidense Gulf Oil Company, descubrió en 1960 el pozo petrolífero Colpa/Caranda y en 1962 descubrió el pozo Río Grande,  en dichos pozos petroleros se logró también encontrar gas natural sin embargo el Código Davenport no determinaba jurídicamente con suficiente claridad si este descubrimiento de gas en dichas concesiones petroleras, pertenecía al estado boliviano o a las empresas petroleras que lo descubrían. A pesar de todo, la Bolivian Gulf Oil Company se aseguró el apoyo del entonces presidente Víctor Paz  y cuando éste fue derrocado mediante un golpe de Estado en 1964, la compañía petrolera logró también la protección del nuevo gobierno militar  liderado por el general René Barrientos Ortuño, quien gobernó Bolivia de manera dictatorial durante cinco años.

#### Planes para exportar gas boliviano a Argentina (1967)

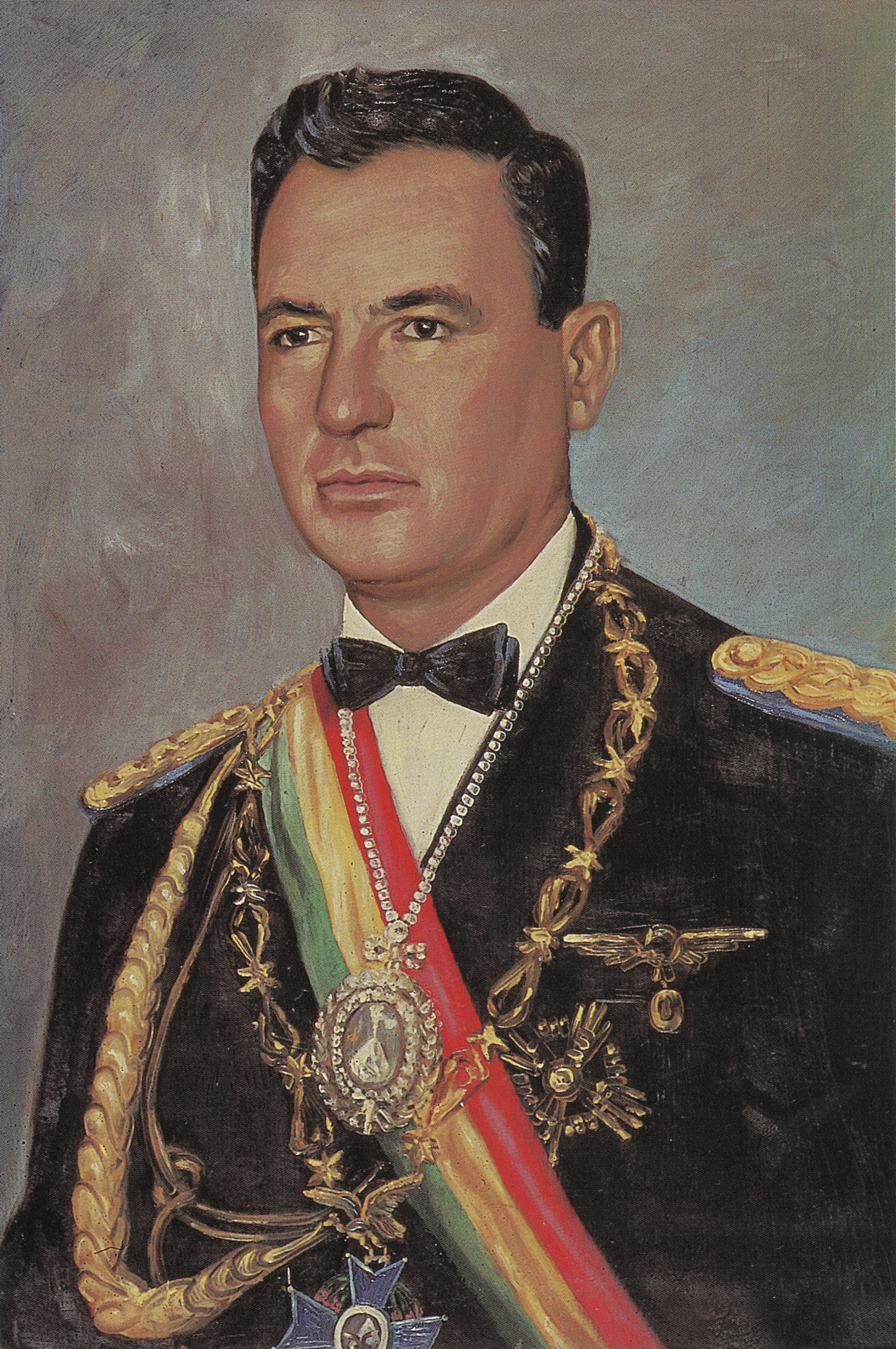
René Barrientos Ortuño (1919-1969) gobernó a Bolivia de manera dictatorial desde 1964 hasta su trágica muerte en un accidente aéreo de helicóptero en 1969. Durante su gobierno se suscribió el primer contrato de compra y venta de gas natural entre Argentina y Bolivia en 1968.

Con el descubrimiento de estos campos gasíferos, la producción de gas natural en Bolivia se multiplicó por 13 veces, de solamente producir  en promedio 130 000 metros cúbicos diarios en el año 1955 pasó a producir alrededor de 2 360 000 metros cúbicos de gas por día para el año 1967. Este gran salto en la producción de gas de alrededor del 1200% en términos porcentuales, conllevó a que ese mismo año la Bolivian Gulf Oil Company comience de manera estricta a elaborar planes para exportar a Argentina el gas natural que había logrado encontrar  en Bolivia.
El gobierno militar de René Barrientos también adoptó la idea de exportar el gas al extranjero y con el fin de apoyar a la Bolivian Gulf Oil Company en su exportación, el presidente Barrientos decidió empezar a realizar las negociaciones correspondientes con el presidente de Argentina Juan Carlos Ongania (1966-1970) que al igual que el gobierno boliviano, era un gobierno militar que había alcanzado el poder mediante un golpe de Estado en Argentina en 1966. Uno de los principales motivos que llevó a Bolivia a exportar este valioso recurso natural no renovable fue debido a que la demanda de gas por parte del mercado interno boliviano era en ese entonces demasiado pequeña pues en la  década de 1960 en Bolivia aún  no existían grandes industrias pesadas que requieran grandes cantidades de gas natural como la industria cementera, metalúrgica, siderurgica, química o petroquímica, en ese momento el país no poseía centrales o plantas eléctricas que funcionen en base al gas,  tampoco había demanda por parte del sector automotriz boliviano que opere a GNV (Gas Natural Vehicular)y la red de distribución de gas domiciliario era inexistente a diferencia de lo que ya sucedía durante aquella época en Argentina donde se había comenzado a producir y consumir grandes cantidades de gas natural por lo menos desde la década de 1940.

#### Contrato gasífero entre Argentina y Bolivia de 1968
El primer contrato de compra-venta de gas natural entre ambos países se suscribió el 28 de julio de 1968. En dicho contrato se estipulaba que la empresa compradora sería la empresa estatal argentina Gas del Estado y las proveedoras serían la empresa estatal boliviana Yacimientos Petrolíferos Fiscales Bolivianos (YPFB) junto con la empresa privada Bolivian Gulf Oil Company (BOGOC).

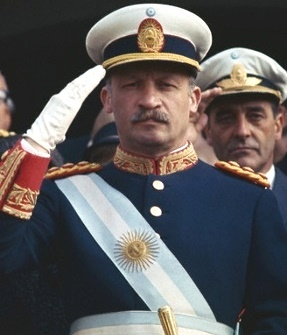
El Presidente de Argentina Juan Carlos Onganía (1914-1995) quien gobernó de manera dictatorial su país desde 1966 hasta 1970, se convirtió en el primer presidente argentino en decidir comprar el gas natural de Bolivia, principalmente con el objetivo geopolítico de influir sobre Bolivia y alejarla del comunismo y socialismo durante aquella época.

Actualmente aún no se conoce con exactitud los verdaderos motivos por los cuales Argentina decidió firmar este contrato gasífero con Bolivia a finales de la década de 1960, sin embargo según el reconocido polítologo, investigador y escritor argentino Carlos Andrés Escude (1948-2021) menciona en su libro "Historia General de las Relaciones Exteriores de la República Argentina" que muy aparte de satisfacer la demanda de gas del mercado interno argentino también hubo a la vez otras dos principales razones que llevaron al gobierno argentino de aquella época a tomar esta decisión de comprar e importar el gas boliviano y la primera de ellas fue que Argentina tenía en ese entonces el objetivo geopolítico de lograr que Bolivia ingrese a la órbita de influencia argentina y de esa manera alejarla de la órbita de influencia brasileña (su principal rival geopolítico en la región) pues  Argentina tenía ya en 1968 una población de alrededor de 22 millones de habitantes mientras que Bolivia solamente llegaba a los 4 millones de habitantes en ese mismo año. La segunda razón fue por un objetivo ideológico pues en el marco de la Guerra Fría (1945-1991), el gobierno proestadounidense y anticomunista del presidente Juan Carlos Ongania (1966-1970) quería evitar a toda costa una posible y peligrosa infiltración de la izquierda política (comunismo y socialismo) en Bolivia, país con el que comparte fronteras.
Algunos análisis históricos afirman que "La historia económica de Bolivia revela un patrón de enfoque de un solo producto", la diversificación solo se ha dado ocasionalmente, debido a problemas políticos y geográficos. El gas natural se hizo significativo por primera vez en Bolivia  después de grandes descubrimientos de yacimientos a fines de la década de 1980 y principios de la de 1990. En ese momento, estos nuevos descubrimientos ayudaron al país a lograr una modesta recuperación económica después de años anteriores de graves problemas económicos (con hiperinflación, recesión y austera estabilización), los más graves desde la década de 1950, agravados luego por el colapso del mercado mundial del estaño en 1985, el producto boliviano más exportado en ese momento.
El gas natural se convirtió en uno de los principales productos de exportación del país. Sin embargo, la complicación es que "encontrar mercados para utilizar este recurso, tanto a nivel nacional como internacional, se ha visto frenado por la falta de infraestructura y los conflictos sobre el papel del estado en el control de los recursos naturales".
La mayor parte del petróleo natural en Bolivia está asociado con campos petroleros. Se sabe que existe petróleo en Bolivia desde el período colonial, pero la exploración seria no comenzó hasta principios del siglo XX. Fue durante la década de 1970 cuando la producción de petróleo realmente alcanzó su punto máximo, solo para ser seguida por una disminución en la década siguiente. Fue entonces cuando el gas natural eclipsó al petróleo y al estaño para convertirse en el principal hidrocarburo exportado por el país hasta la fecha.
Desde la década de 1980, el número de reservas conocidas ha aumentado sustancialmente. Fue durante la década de 1990 que nuevos descubrimientos importantes aumentaron  la producción de gas natural en Bolivia. "Los grandes descubrimientos de gas natural desde 1996 aumentaron casi diez veces las reservas de gas probadas y probables, a 48,7 billones de pies cúbicos, a finales de 2004".

## Contexto político
El auge del gas natural como la exportación más importante de Bolivia ocurrió al mismo tiempo que ocurría otro momento importante de la historia del país: durante la década de 1980 cuando se restauraron el gobierno civil y el gobierno democrático. Este fue un momento en el que ocurrieron muchas privatizaciones, y la inversión privada fue una gran parte del florecimiento de la industria del gas natural en Bolivia.

### Antecedentes
Lo que precedió al regreso al gobierno democrático en la década de 1980 fue un largo período de inestabilidad. Después de la Guerra del Chaco (1932-1935), durante el período de 1936 a 1952, Bolivia tuvo diez presidentes (seis militares). Este fue un período en el que el poder estaba dividido entre el Movimiento Nacionalista Revolucionario (MNR) y el régimen militar.
Los cambios más significativos se produjeron con las elecciones de 1985, que llevaron al poder al presidente Paz Estenssoro (fundador del MNR), su cuarta vez como presidente desde 1952. Paz Estenssoro abandonó a sus aliados de izquierda y su propio pasado populista y "decretó uno de los más austeros paquetes de estabilización económica jamás implementados en América Latina" llamado Nueva Política Económica  NPE), el decreto "destinado a poner fin a la hiperinflación récord de Bolivia y desmantelar muchas de las grandes e ineficientes empresas estatales que habían sido creada por la revolución". Estas políticas de reforma liberal de libre mercado también fueron seguidas por presidentes posteriores, el presidente Jaime Paz Zamora (1989–1993) y Gonzalo Sánchez de Lozada (1993-1997) quien liberalizó aún más la economía a través del programa de ajuste estructural del FMI (Fondo Monetario Internacional).
El sucesor de Lozada, el otrora dictador Hugo Banzer Suárez (1997-2001) también continuó con las reformas, y siguió un agresivo programa de erradicación de la coca y cultivos alternativos que fue seguido por protestas muy fuertes, hasta el regreso de Lozada al poder en 2002. elecciones. Cuando Lozada volvió al poder en 2002, el país atravesaba por entonces dificultades económicas y la campaña contra la coca provocó aún más descontento. Esto lo llevó a renunciar y huir del país en 2003, luego de manifestaciones contra su gobierno —las más fuertes contra sus planes de exportar gas natural, que desataron la “guerra del gas”— que le costaron la pérdida del apoyo del Congreso.
El vicepresidente de Lozada asumió la presidencia, y en ese momento el gas natural estaba en el centro del escenario de la política boliviana, con la "guerra  del gas" en toda regla. La guerra se originó por el descontento del pueblo boliviano con la distribución de los ingresos de lo que consideraban la mayor fuente de riqueza del país. Fue bajo el gobierno del vicepresidente de Lozada que en julio de 2004 se convocó a un referéndum para calmar las violentas protestas y decidir el futuro de las reservas de gas natural de Bolivia. En el referéndum “más votantes bolivianos respondieron sí que no a cinco complicadas preguntas que, en conjunto, facultan al gobierno para ejercer un mayor control sobre la exportación y venta de la vasta riqueza de petróleo y gas del país.
A la luz de estos hechos, se llevaron a cabo nuevas elecciones presidenciales en 2005. El descontento con el resultado de la implementación de estas reformas a lo largo de las últimas décadas (que finalmente condujo a la “guerra del gas”) contribuyó definitivamente a la elección de Evo Morales en 2005, ya que defendía la vuelta al modelo de fuerte intervención estatal en la economía y se oponía al programa de erradicación de la coca.

### Nacionalización
A pesar de las malas experiencias pasadas con las nacionalizaciones de la industria del estaño de Bolivia en 1952 y las nacionalizaciones de la industria de hidrocarburos en 1937 y 1969, Morales cumplió sus promesas de campaña y nacionalizó la industria del gas poco después de ser elegido, en mayo de 2006.
Luego de firmar un decreto para nacionalizar la industria del gas natural, el presidente Evo Morales tomó y ocupó dramáticamente las instalaciones mediante el uso de la fuerza militar el 1 de mayo de 2005. Si bien afirmó que no se producirían expropiaciones, el corto plazo de seis meses para renegociar los contratos ejerció una gran presión sobre las principales empresas extranjeras que exploran en busca de gas natural en Bolivia. La empresa estatal brasileña Petrobrás, fue una de las más afectadas, ya que era uno de los mayores inversionistas extranjeros de Bolivia y controlaba el 14% de las reservas de gas natural del país, lo que en consecuencia generó gran preocupación en el gobierno brasileño.
Finalmente, se llevaron a cabo negociaciones y no hubo más hostilidades, lo que resultó en acuerdos con todas las empresas involucradas. Con los acuerdos "(...) el Estado elevó su participación en los ingresos de los dos campos gigantes del 50 por ciento al 82 por ciento, mientras que en los depósitos menores de Bolivia se quedó con sólo el 60 por ciento".
En diciembre de 2009, Evo Morales fue reelegido por otro período de 5 años. Gran parte de su reelección tuvo que ver con su política de gas natural. Los precios más altos del gas natural y también de los minerales, que representan la mayor parte de las exportaciones de Bolivia, ayudaron a sostener el crecimiento económico y también la aprobación del presidente Morales. Gozando de popularidad, Morales también ha reforzado el control estatal no solo sobre el sector de hidrocarburos, sino también sobre el sector minero. Ha nacionalizado la principal empresa telefónica de Bolivia y mostró intenciones de controlar también la industria eléctrica.

## Producción

### Producción gasífera boliviana (1970-2000)
Producción diaria promedio de Gas Natural de Bolivia 1970-2000 
 (En metros cúbicos por día)
Fuente: Instituto Nacional de Estadística de Bolivia

### Producción gasífera boliviana (2000-2030)
Producción diaria promedio de Gas Natural de Bolivia 2000-2030 
 (En metros cúbicos por día)
Fuente: Instituto Nacional de Estadística de Bolivia

### Posición a nivel continental en producción
A lo largo de varias décadas, Bolivia se ha consolidado como el "quinto productor de gas natural" en toda Latinoamérica y el octavo a nivel continental (América). En cuanto a su posición a nivel mundial, Bolivia ocupa el trigésimo segundo lugar de alrededor de 94 países que producen gas natural en todo el planeta. 
Según los datos de la Energy Information Administration (EIA), demuestran que en promedio Bolivia produce por lo menos alrededor de unos 38 millones de metros cúbicos de gas natural cada día, lo que multiplicado por 365 días equivalen a unos de 14 000 millones de metros cúbicos por año que produce el país. 
| Países de América que producen gas natural en su territorio. | Países de América que producen gas natural en su territorio. | Países de América que producen gas natural en su territorio. | Países de América que producen gas natural en su territorio. | Países de América que producen gas natural en su territorio. | Países de América que producen gas natural en su territorio. | Países de América que producen gas natural en su territorio. |
| Puesto a Nivel Mundial                                       | Puesto en América                                            | Puesto en América Latina                                     | Países Productores de Gas Natural en América                 | Producción DIARIA de Gas Natural (en metros cúbicos)         | Producción ANUAL de Gas Natural (en metros cúbicos)          | Año                                                          |
| ------------------------------------------------------------ | ------------------------------------------------------------ | ------------------------------------------------------------ | ------------------------------------------------------------ | ------------------------------------------------------------ | ------------------------------------------------------------ | ------------------------------------------------------------ |
| 1° de 94°                                                    | 1°                                                           | Sin cambios                                                  | Estados Unidos                                               | 2,819,178,080                                                | 1,029,000,000,000                                            | 2022                                                         |
| 5° de 94°                                                    | 2°                                                           | Sin cambios                                                  | Canadá                                                       | 515,068,493                                                  | 188,000,000,000                                              | 2022                                                         |
| 17° de 94°                                                   | 3°                                                           | 1°                                                           | Argentina                                                    | 117,808,219                                                  | 43,000,000,000                                               | 2022                                                         |
| 24° de 94°                                                   | 4°                                                           | 2°                                                           | México                                                       | 84,931,506                                                   | 31,000,000,000                                               | 2022                                                         |
| 27° de 94°                                                   | 5°                                                           | Sin cambios                                                  | Trinidad y Tobago                                            | 73,972,602                                                   | 27,000,000,000                                               | 2022                                                         |
| 29° de 94°                                                   | 6°                                                           | 3°                                                           | Brasil                                                       | 63,013,698                                                   | 23,000,000,000                                               | 2022                                                         |
| 35° de 94°                                                   | 7°                                                           | 4°                                                           | Venezuela                                                    | 49,315,068                                                   | 18,000,000,000                                               | 2022                                                         |
| 37° de 94°                                                   | 8°                                                           | 5°                                                           | Bolivia                                                      | 38,356,164                                                   | 14,000,000,000                                               | 2022                                                         |
| 39° de 94°                                                   | 9°                                                           | 6°                                                           | Perú                                                         | 32,876,712                                                   | 12,000,000,000                                               | 2022                                                         |
| 41° de 94°                                                   | 10°                                                          | 7°                                                           | Colombia                                                     | 30,136,986                                                   | 11,000,000,000                                               | 2022                                                         |
| 65° de 94°                                                   | 11°                                                          | 8°                                                           | Chile                                                        | 3,287,671                                                    | 1,200,000,000                                                | 2022                                                         |
| 67° de 94°                                                   | 12°                                                          | 9°                                                           | Cuba                                                         | 1,917,808                                                    | 700,000,000                                                  | 2022                                                         |
| 73° de 94°                                                   | 13°                                                          | 10°                                                          | Ecuador                                                      | 821,917                                                      | 300,000,000                                                  | 2022                                                         |

### Posición a nivel continental en producción per cápita
Si se divide la producción anual de gas natural de cada país por la cantidad de habitantes de cada nación, se demuestra que Bolivia se convierte en el primer país con el per Cápita más alto de toda América Latina en cuanto a la producción gasífera se refiere con alrededor de unos 1601 metros cúbicos producidos por cada habitante y en el cuarto lugar en América. 
| 1°  | Trinidad y Tobago | 27,000,000,000    | 1.407.000   | 19189 m³ por habitante |
| 2°  | Canadá            | 188,000,000,000   | 38.939.056  | 4828 m³ por habitante  |
| 3°  | Estados Unidos    | 1,029,000,000,000 | 333.530.000 | 3085 m³ por habitante  |
| 4°  | Bolivia           | 14,000,000,000    | 12.079.472  | 1158 m³ por habitante  |
| 5°  | Argentina         | 43,000,000,000    | 45.808.747  | 938 m³ por habitante   |
| 6°  | Venezuela         | 18,000,000,000    | 27.199.867  | 661 m³ por habitante   |
| 7°  | Perú              | 12,000,000,000    | 33.715.471  | 355 m³ por habitante   |
| 8°  | México            | 31,000,000,000    | 126.705.138 | 244 m³ por habitante   |
| 9°  | Colombia          | 11,000,000,000    | 51.609.000  | 213 m³ por habitante   |
| 10° | Brasil            | 23,000,000,000    | 203.063.000 | 113 m³ por habitante   |
| 11° | Cuba              | 700,000,000       | 11.256.372  | 62 m³ por habitante    |
| 12° | Chile             | 1,200,000,000     | 19.493.184  | 61 m³ por habitante    |
| 13° | Ecuador           | 300,000,000       | 17.757.000  | 16 m³ por habitante    |

## Exportación
Durante en año 2022 los principales mercados de exportación para el gas boliviano fueron Brasil, Con el 54.1%. Argentina con el 43.6% y el restante 2.3% va para Perú y Paraguay.
| Países de América que exportan el gas natural que producen en su territorio | Países de América que exportan el gas natural que producen en su territorio | Países de América que exportan el gas natural que producen en su territorio | Países de América que exportan el gas natural que producen en su territorio | Países de América que exportan el gas natural que producen en su territorio | Países de América que exportan el gas natural que producen en su territorio | Países de América que exportan el gas natural que producen en su territorio |
| Puesto a Nivel Mundial                                                      | Puesto en América                                                           | Puesto en América Latina                                                    | Países Exportadores de Gas Natural en América                               | Exportación DIARIA de Gas Natural (en metros cúbicos)                       | Exportación ANUAL de Gas Natural (en metros cúbicos)                        | Año                                                                         |
| --------------------------------------------------------------------------- | --------------------------------------------------------------------------- | --------------------------------------------------------------------------- | --------------------------------------------------------------------------- | --------------------------------------------------------------------------- | --------------------------------------------------------------------------- | --------------------------------------------------------------------------- |
| 1° de 55°                                                                   | 1°                                                                          | Sin cambios                                                                 | Estados Unidos                                                              | 534,246,575                                                                 | 195,000,000,000                                                             | 2022                                                                        |
| 6° de 55°                                                                   | 2°                                                                          | Sin cambios                                                                 | Canadá                                                                      | 232,876,712                                                                 | 85,000,000,000                                                              | 2022                                                                        |
| 21° de 55°                                                                  | 3°                                                                          | Sin cambios                                                                 | Trinidad y Tobago                                                           | 30,136,986                                                                  | 11,000,000,000                                                              | 2022                                                                        |
| 22° de 55°                                                                  | 4°                                                                          | 1°                                                                          | Bolivia                                                                     | 27,397,620                                                                  | 10,000,000,000                                                              | 2022                                                                        |
| 33° de 55°                                                                  | 5°                                                                          | 2°                                                                          | Perú                                                                        | 13,698,630                                                                  | 5,000,000,000                                                               | 2022                                                                        |
| 49° de 55°                                                                  | 6°                                                                          | 3°                                                                          | Argentina                                                                   | 9,315,068                                                                   | 3,400,000,000                                                               | 2022                                                                        |

### Exportaciones gasíferas per Cápita
| 1° | Trinidad y Tobago | 11,000,000,000  | 1.407.000   | 7818 por habitante |
| 2° | Canadá            | 85,000,000,000  | 38.939.056  | 2182 por habitante |
| 3° | Bolivia           | 10,000,000,000  | 12.079.472  | 827 por habitante  |
| 4° | Estados Unidos    | 195,000,000,000 | 333.530.000 | 584 por habitante  |
| 5° | Perú              | 5,000,000,000   | 33.715.471  | 148 por habitante  |
| 6° | Argentina         | 3,400,000,000   | 45.808.747  | 74 por habitante   |

## Empresas involucradas en la exploración
La empresa estatal de explotación de hidrocarburos es YPFB, Yacimientos Petrolíferos Fiscales Bolivianos.
Hay muchas empresas extranjeras involucradas en la exploración de gas natural en Bolivia, pero las dos más importantes son Petrobrás de Brasil y la empresa hispano-argentina Repsol YPF. Otros también involucrados son Total de Francia, British Gas y British Petroleum, así como la estadounidense Exxon Mobil Corporation.

### Reservas
Las reservas probadas de gas natural de Bolivia se estiman de diversas formas en 280 mil millones de metros cúbicos, o 9,9 billones de pies cúbicos (BP, al 31 de diciembre de 2015), 281 mil millones de metros cúbicos, o 9,91 billones de pies cúbicos (Administración de Información de Energía de EE. UU.), y 300.500 millones de metros cúbicos, o 10,6 billones de pies cúbicos (OPEP, al 31 de diciembre de 2015). BP, la EIA de EE. UU. y la OPEP ubican las reservas probadas de gas de Bolivia como las sextas más grandes de América del Sur, detrás de las de Venezuela, Brasil, Perú, Argentina y Trinidad y Tobago.
Por su ubicación geográfica, en la zona sur más próspera del continente, Bolivia tiene una ventaja frente a Venezuela y se perfila como la opción más atractiva para el envío por ducto de su gas natural, principalmente a Argentina y Brasil.
La mayoría de estas reservas están ubicadas en cuatro de los nueve departamentos de  Bolivia,  Tarija (que tiene el 80% de las reservas), Santa Cruz (que tiene el 15% de las reservas) y Cochabamba y Chuquisaca (que comparten el otro 5% de las reservas).

### Gasoductos
Los gasoductos son una característica clave del negocio del gas natural. Sin ellos es posible vender gas licuándolo y embarcarlo mediante camiones cisterna, pero eso se presenta como una alternativa más costosa. La exportación de gas natural a través de gasoductos también es la razón por la cual las relaciones con los países vecinos son una característica importante del negocio. Es a través de gasoductos que Bolivia utiliza internamente y exporta su gas natural. Los principales oleoductos de exportación en Bolivia son:
Gasoducto Argentina (gasoducto Yabog) que comenzó a operar en 1972 y
Gasoducto Bolivia-Brasil (gasoducto GASBOL) que comenzó a operar mucho más tarde en 1999